# العلاقات التوفالية السريلانكية
العلاقات التوفالية السريلانكية هي العلاقات الثنائية التي تجمع بين توفالو وسريلانكا.

## مقارنة بين البلدين
هذه مقارنة عامة ومرجعية للدولتين:
| وجه المقارنة                                              | توفالو                         | سريلانكا                         |
| --------------------------------------------------------- | ------------------------------ | -------------------------------- |
| المساحة (كم2)                                             | 26                             | 65.61 ألف                        |
| عدد السكان (نسمة)                                         | 11.19 ألف                      | 21.44 مليون                      |
| الكثافة السكانية (ن./كم²)                                 | 43.04 ألف                      | 326.78                           |
| العاصمة                                                   | فونافوتي                       | سري جاياواردنابورا كوتي، كولمبو  |
| اللغة الرسمية                                             | اللغة التوفالوية، لغة إنجليزية | اللغة السنهالية، اللغة التاميلية |
| العملة                                                    | دولار توفالو                   | روبية سريلانكي                   |
| الناتج المحلي الإجمالي (بليون دولار)                      | 39.73 مليون                    | 87.17 مليار                      |
| الناتج المحلي الإجمالي (تعادل القوة الشرائية) بليون دولار | 38.93 مليون                    | 246.62 مليار                     |
| الناتج المحلي الإجمالي الاسمي للفرد دولار أمريكي          | 3.29 ألف                       | 3.93 ألف                         |
| الناتج المحلي الإجمالي للفرد دولار أمريكي                 | 3.77 ألف                       | 11.11 ألف                        |
| مؤشر التنمية البشرية                                      |                                | 0.757                            |
| رمز المكالمات الدولي                                      | +688                           | +94                              |
| رمز الإنترنت                                              | .tv                            | .lk،                             |
| المنطقة الزمنية                                           | ت ع م+12:00                    | ت ع م+05:30                      |

## منظمات دولية مشتركة
يشترك البلدان في عضوية مجموعة من المنظمات الدولية، منها:
| علم المنظمة | اسم المنظمة                   | تاريخ انضمام توفالو | تاريخ انضمام سريلانكا |
| ----------- | ----------------------------- | ------------------- | --------------------- |
|             | بنك التنمية الآسيوي           | 1993                | 1966                  |
|             | مؤسسة التنمية الدولية         | 24 يونيو 2010       | 27 يونيو 1961         |
|             | يونسكو                        | 21 أكتوبر 1991      | 14 نوفمبر 1949        |
|             | الأمم المتحدة                 | 5 سبتمبر 2000       | 14 ديسمبر 1955        |
|             | دول الكومنولث                 | ?                   | 1948                  |
|             | الاتحاد البريدي العالمي       | ?                   | ?                     |
|             | البنك الدولي للإنشاء والتعمير | 24 يونيو 2010       | 29 أغسطس 1950         |
|             | الاتحاد الدولي للاتصالات      | 15 أغسطس 1996       | 1897                  |
|             | منظمة حظر الأسلحة الكيميائية  | ?                   | ?                     |

## وصلات خارجية
- موقع وزارة الخارجية السريلانكية